# گمینا بتوو
گمینا بتوو (به لهستانی:  Gmina Bytów) یک گمینا در لهستان است که در شهرستان بتوف واقع شده‌است. گمینا بتوو ۱۹۷٫۴۴ کیلومتر مربع مساحت و ۲۳٬۵۶۸ نفر جمعیت دارد.